# Хартли, Бриджитт
Бри́джитт Э́ллен Ха́ртли (англ. Bridgitte Ellen Hartley; 14 июля 1983, Йоханнесбург) — южноафриканская гребчиха-байдарочница, выступает за сборную ЮАР с 2008 года. Бронзовая призёрка летних Олимпийских игр в Лондоне, обладательница двух бронзовых медалей чемпионатов мира, победительница многих регат национального и международного значения.

## Биография
Бриджитт Хартли родилась 14 июля 1983 года в городском округе Йоханнесбург. Активно заниматься греблей на байдарке начала с раннего детства, позже проходила подготовку во время обучения в Преторийском университете в студенческом спортивном клубе TuksSport.
Благодаря череде удачных выступлений удостоилась права защищать честь страны на летних Олимпийских играх 2008 года в Пекине — стартовала здесь вместе с напарницей Мишель Эрей в двойках на дистанции 500 метров, однако сумела дойти лишь до стадии полуфиналов, где финишировала восьмой.
Первого серьёзного успеха на взрослом международном уровне Хартли добилась в 2009 году, когда попала в основной состав южноафриканской национальной сборной и побывала на чемпионате мира в канадском Дартмуте, откуда привезла награду бронзового достоинства, выигранную в зачёте одиночных байдарок на дистанции 1000 метров. Будучи в числе лидеров гребной команды ЮАР, благополучно прошла квалификацию на Олимпийские игры 2012 года в Лондоне — на сей раз выступала в одиночках на пятистах метрах, дошла до финала и в решающем заезде показала третий результат, уступив только венгерке Дануте Козак и украинке Инне Осипенко-Радомской, и завоевала тем самым бронзовую олимпийскую медаль.
После лондонской Олимпиады Бриджитт Хартли осталась в основном составе южноафриканской национальной сборной и продолжила принимать участие в крупнейших международных регатах. Так, в 2014 году она представляла страну на чемпионате мира в Москве, где стала бронзовой призёршей в полукилометровой гонке одиночных байдарок.